# Ђезе Бурча
Ђезе Бурча (мађ. Burcsa Győző; Капошвар, 13. март 1954) је бивши мађарски фудбалер који је играо на позицији везног играча. Био је учесник Светског првенства у Мексику 1986. године. Током тог турнира Ђезе је играо у утакмицама Мађарска–Канада и СССР–Мађарска.

## Каријера

### Клуб
Започео је фудбалску каријеру у свом родном граду и брзо се истакао као врхунски играч у локалном клубу Ракоци. Након тога, 1976. године прешао је у Секешфехервар где је постао кључни играч тима. Пет година касније, 1981. прешао је у Ђер, где је за три сезоне освојио две шампионске титуле и једно друго место. Вратио се у Видеотон 1984. године и био део тима који је дошао до финала Купа УЕФА, играјући у свих дванаест утакмица.
Између 1985. и 1990. године професионално је наступао у Француској, прве две сезоне играјући за познатији клуб АЈ Оксер.

### Репрезентација
Између 1979. и 1986. године, наступио је 15 пута за национални тим Мађарске и забележио 3 гола. Био је део екипе на Светском првенству 1986. у Мексику, играјући против Совјетског Савеза (0 : 6) и Канаде (2 : 0). Такође је 18 пута наступао за олимпијски тим.

### Тренер
Као тренер, започео је каријеру у француском клубу Арас. Од 1990. до 1992. године био је на челу Видеотона, а 1993. године Ниређхазе. Са Матав СЦ Шопроном у другој лиги био је од априла 1995. до октобра 1996. када је поднео оставку. Потом се повукао из фудбала, настанио се у Шопрону и посветио се бизнису. Управљао је клубом Видеотон као директор од маја 2014. до августа 2015. године.

## Достигнућа
Хонвед
- Прва лига Мађарске у фудбалу: 
  - шампион: 1981/82, 1982/83
- Куп УЕФА 1984/85.:
  - финалиста: 1984/85.